# Indikation (Uhr)

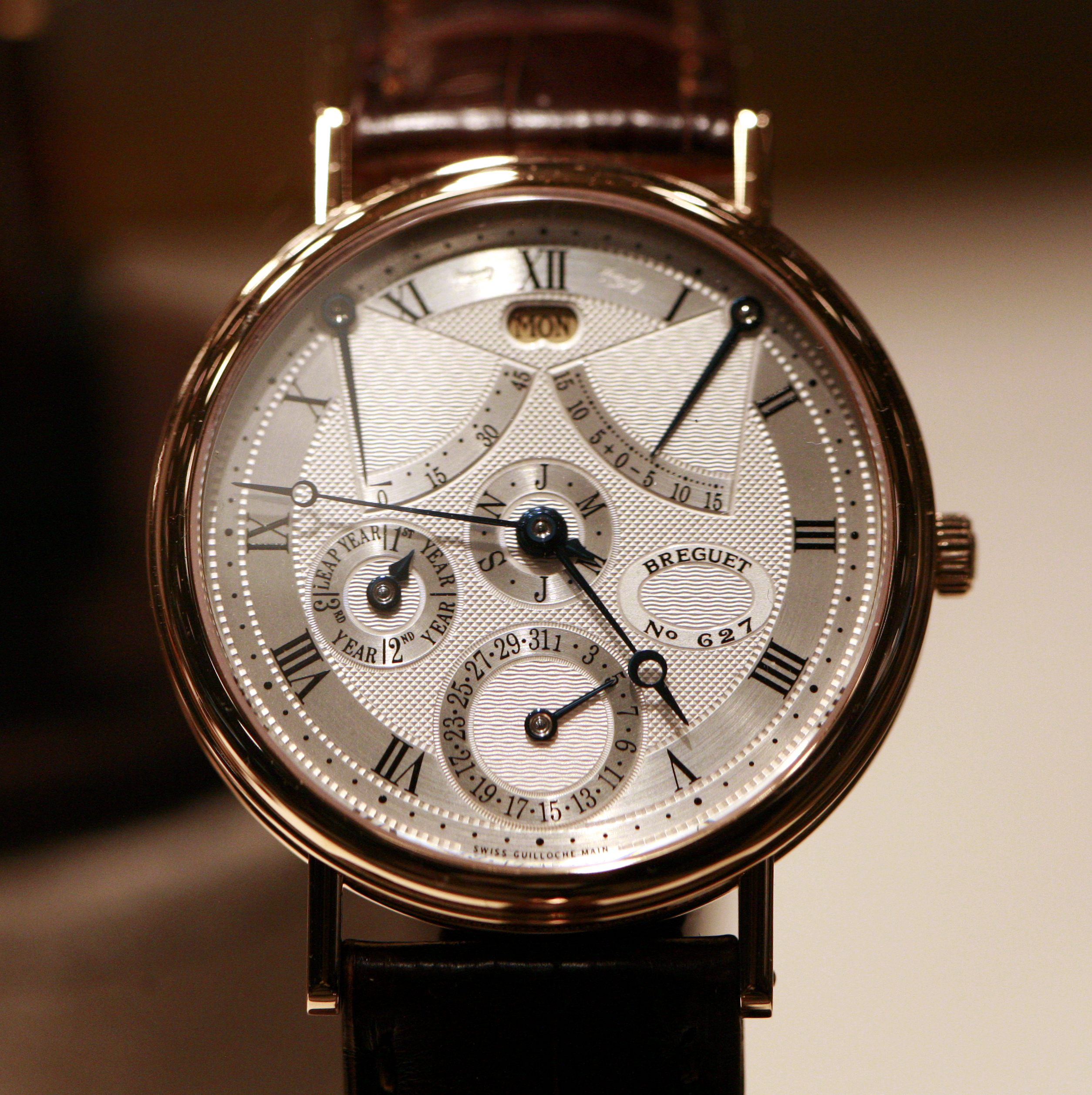
Armbanduhr mit verschiedenen Indikationen

Eine Indikation (synonym Indikator) ist bei Uhren eine Anzeige, die der Darstellung der Zeit oder einer Komplikation dient.

## Eigenschaften
Die Indikation der Uhrzeit reicht meistens über das gesamte Zifferblatt, die Zeiger sind dabei zentral auf der Weiserstange angebracht. Befindet sich der Sekundenzeiger ebenfalls mittig, wird dies als Zentralsekunde bezeichnet. Dagegen befinden sich bei Kleinuhren die Anzeigen von Komplikationen wie kleine Sekunde (eine eigene Indikation für den Sekundenzeiger), Kalenderdatum, gestoppte Zeit oder Weckzeit meist in unterteilten Bereichen des Zifferblatts. Diese Anzeigen sind kleine, zum Teil ausgefräste und guillochierte Bereiche mit eigener Beschriftung zur Anzeige der jeweiligen Zusatzfunktion. Die Darstellung erfolgt meistens mit Hilfe eines Zeigers oder mit einer Aussparung im Zifferblatt mit bedruckten, rotierenden Scheiben darunter (zum Beispiel beim Datum oder der Mondphasenanzeige). Eine retrograde Anzeige besitzt einen Zeiger, der nach Erreichen des Maximalwertes der jeweiligen Indikation wieder auf eine Grundstellung zurückläuft oder zurückspringt.